# Kobato.
Kobato (こばと。, Kobato.) est une série de seinen mangas écrite et dessinée par CLAMP. Une première version du manga est prépubliée en 2005 dans le magazine Sunday GX de Shōgakukan sous le nom Kobato (Kari) (こばと。(仮), litt. « Kobato (temporaire) »). La prépublication reprend ensuite à zéro en novembre 2006 dans le mensuel Newtype de Kadokawa Shoten sous son nom définitif, et se termine en juillet 2011. Le manga comprend un total de six tomes. La version francophone est éditée chez Pika Édition.
Une adaptation en anime vingt-quatre épisodes par le studio Madhouse est diffusée entre octobre 2009 et mars 2010 au Japon.
L'histoire de Kobato. a la particularité d'être située dans le même univers que Wish, xxxHolic, J'aime ce que j'aime et Cardcaptor Sakura.

## Histoire
Kobato Hanato est une jeune fille naïve à qui l'on a confié une mission : remplir une petite bouteille avec la matérialisation de la peine des cœurs qu'elle soigne. Cette bouteille, une fois pleine, lui permettra de réaliser un vœu. Elle est aidée dans sa quête par Ioryogi - un chien bleu en peluche doué de la parole, grossier au caractère explosif - l'opposé de Kobato.

## Personnages

### Personnages principaux
Kobato Hanato (花戸小鸠)
Voix japonaise : Kana Hanazawa
Kobato est une belle jeune fille naïve, innocente et dévouée qui est prête à tout pour aider son prochain. Elle est aussi enthousiaste et volontaire. Ce caractère fait qu'elle réalise sa quête de manière naturelle, car sa volonté d'aider les autres est sincère, remplissant bien souvent à son insu sa bouteille de "sentiments blessées".
Beaucoup de mystères planent autour de Kobato, comme ses origines, ou le lieu où elle souhaite tant aller. Elle est toujours accompagnée de Ioryogi, un chien en peluche vivant, qui la guide dans sa quête.
Kobato est en réalité une humaine décédée lors de la bataille entre l'autre monde et les cieux. L'ange dont Iorogi était amoureux a mélangé son âme à la sienne pour la sauver mais cette âme commence à disparaitre, ce qui entrainera la mort définitive de l'ange et de Kobato. Genko nous apprend que le délai accordé à Kobato pour remplir la bouteille est le temps qu'il lui reste à vivre jusqu'à l'arrivée de cet évènement. Il est révélé que Kobato et cet ange ont la même apparence et la même âme, faisant référence aux mondes et aux existences parallèles présents dans l'univers de CLAMP.
Ioryogi (いおり)
Voix japonaise : Tetsu Inada
Ioryogi est le guide de Kobato. C'est un personnage atypique, avec une apparence de chien bleu en peluche. Derrière son allure mignonne de peluche, c'est en fait un personnage souvent vulgaire et coléreux, reprenant Kobato avec dureté quand elle fait preuve de naïveté ou de maladresse. Dans ces instants, il n'hésite pas à la surnommer péjorativement "Dobato". Malgré tout, il sait aussi reconnaitre ses efforts et l'encourager, à sa manière.
Il a la faculté de cracher des flammes et est aussi un bon combattant. Tout comme Kobato, il a sa part de mystère : sa véritable apparence et son origine. Il est révélé qu'il fait partie de la famille royale de l'autre monde, et a déclaré la guerre à Dieu, afin d'obtenir un ange dont il était amoureux. Cet ange s'est sacrifié afin de sauver Kobato, décédée à cause de la guerre. Son âme et celle de Kobato se sont mélangées, afin de sauver cette dernière qui a perdu sa mémoire et ses connaissances. Mais l'ange commence à disparaitre, ce qui entrainera sa mort et à nouveau celle de Kobato.
Kiyokazu Fujimoto (藤本 清和, Fujimoto Kiyokazu)
Voix japonaise : Tomoaki Maeno
Kiyokazu a été recueilli par le père de Sayaka quand il était enfant et depuis, il travaille, enchaînant les petits boulots pour payer la dette de la crèche. Il vit dans le même immeuble que Kobato.
Sayaka Okiura (沖浦 清花, Okiura Sayaka)
Voix japonaise : Fumiko Orikasa
Sayaka est la directrice de la crèche et a de gros problèmes financiers : elle doit payer une dette laissée par son père à sa mort, sinon la crèche sera détruite (même s'il reste des personnes dedans).
Chitose Mihara (三原 千歳, Mihara Chitose)
Voix japonaise : Houko Kuwashima
C'est une amie d'enfance de Sayaka et elle loge Kobato et Fujimoto. Elle a deux filles, Chiho Mihara (三原 千帆, Mihara Chiho) et Chise Mihara (三原 千世, Mihara Chise).
Toshihiko
C'est un des enfants de la crèche, qui aime beaucoup Kobato.
Ginseï (銀生)
Voix japonaise : Daisuke Namikawa
C'est un personnage qui a participé à la guerre avec Ioryogi ; comme punition il s'est fait transformer en renard argenté.
Genko (玄琥)
Voix japonaise : Rikiya Koyama
C'est un personnage qui a participé à la guerre avec Ioryogi ; comme punition il s'est fait transformer en ours pâtissier.
Zuishou (水晶, Suishō)
Il est le messager de Genko. Après la guerre, il a été transformé en oiseau.
Miyata le voyou
Sauvé par Kobato, il lui sera très reconnaissant.
Kazuto Okiura (沖浦 和斗 Okiura Kazuto)
Voix japonaise : Shinichiro Miki
Il est l'ex-mari de Mme Sayaka.
Takashi Doumoto (堂元 崇, Dōmoto Takashi)
Voix japonaise : Hiroshi Kamiya
C'était un camarade de classe de Fujimoto.
La femme qui divorce
C'est un personnage que guérit Kobato.
Gros Lapinou
Le messager de Dieu prend la forme d'un gros lapin en peluche (ressemblant étrangement aux lapins de Sweet Valerian) qui tient une fleur.

### Personnages appartenant à d'autres œuvres de CLAMP
De nombreux personnages appartenant à d'autres œuvres de CLAMP apparaissent dans ce manga, certains interviennent (en gras) d'autres apparaissent en arrière-plan dans l'ordre de leur première apparition ci-dessous. Il est à noter que la plupart ne sont en fait que des équivalents parallèles et non les personnages originaux, suivant une constante chez Clamp : les mêmes personnes existent dans les différents univers parallèles. Ceci explique par exemple pourquoi Freya et Elda sont ici des humaines et non des androïdes.
À noter néanmoins que les personnages de xxxHolic, Wish, Lawful Drug, J'aime ce que j'aime et Cardcaptor Sakura sont bien les mêmes, puisque leur univers respectif est bien le même que Kobato.
- Yukito (Cardcaptor Sakura)
- Chitose Mihara (Chobits)
- Chiho/Tchii (Elda) Mihara (Chobits)
- Chise/Freya Mihara (Chobits)
- Ichiro “Icchan” Mihara (Angelic Layer, Chobits)
- Yumi Ohmura (Chobits)
- Ueda Hiroyasu (Chobits)
- La voyante (×××HOLiC)
- Kimihiro Watanuki (×××HOLiC)
- Kunogi Himawari  (×××HOLiC)
- Hinata Asahi (J'aime ce que j'aime)
- Touko (J'aime ce que j'aime)
- Emy (J'aime ce que j'aime)
- Kazahaya Kudo (Lawful Drug)
- Himura Rikuo (Lawful Drug)
- Asou Shirou (J'aime ce que j'aime)
- Seto Ringo (Angelic Layer)
- Priméra (Magic Knight Rayearth)
- Misaki Suzuhara (Angelic Layer)
- Tamayo Kizaki (Angelic Layer)
- Kakei (Lawful Drug)
- Touya Kinomoto (Cardcaptor Sakura)
- Ushagi (Wish)
- Kohaku/Ambre (Wish)
- Clow Lead (Cardcaptor Sakura)
- Yūko Ichihara (×××HOLiC)
- Koryuu/Grenadin (Wish)
- Kokuyo/Obsidian (Wish)
- Hisui/Jade (Wish)
- Shuichiro Kudo (Wish)
- Appartement de Kobato (Chobits)
- Fye D. Flowright (Tsubasa RESERVoir CHRoNiCLE)
- Kurogané (Tsubasa RESERVoir CHRoNiCLE)
- Shaolan (Tsubasa RESERVoir CHRoNiCLE)
- Mokona Modoki blanc (Tsubasa RESERVoir CHRoNiCLE)

## Manga

### Liste des volumes
| no | Japonais         | Japonais          | Français        | Français          |
| no | Date de sortie   | ISBN              | Date de sortie  | ISBN              |
| -- | ---------------- | ----------------- | --------------- | ----------------- |
| 1  | 26 décembre 2007 | 978-4-04-713998-5 | 19 août 2009    | 978-2-8116-0182-9 |
| 2  | 26 avril 2008    | 978-4-04-715058-4 | 7 octobre 2009  | 978-2-8116-0191-1 |
| 3  | 26 décembre 2008 | 978-4-04-715146-8 | 2 décembre 2009 | 978-2-8116-0193-5 |
| 4  | 26 décembre 2009 | 978-4-04-715363-9 | 19 mai 2010     | 978-2-8116-0220-8 |
| 5  | 25 décembre 2010 | 978-4-04-715584-8 | 29 juin 2011    | 978-2-8116-0504-9 |
| 6  | 26 août 2011     | 978-4-04-715741-5 | 4 avril 2012    | 978-2-8116-0666-4 |

## Anime
L'adaptation en anime est annoncée en décembre 2008 dans le magazine Newtype. La série est réalisée au sein du studio Madhouse par Mitsuyuki Masuhara, sur un scénario de Michiko Yokote et Nanase Ohkawa. Elle est diffusée initialement du 6 octobre 2009 au 23 mars 2010 et comporte 24 épisodes.